# Heliosciurus rufobrachium
Heliosciurus rufobrachium — вид гризунів родини Sciuridae. Він є рідним для тропічної західної та центральної Африки, де його ареал простягається від Сенегалу на заході, через Нігерію та Республіку Конго до Уганди та Танзанії на сході. Його природними місцями існування є субтропічні або тропічні вологі рівнинні ліси та вологі савани. Вважається, що цей вид є звичайним і має дуже широке поширення, тому Міжнародний союз охорони природи оцінив його природоохоронний статус як «найменше занепокоєний».

## Опис
Heliosciurus rufobrachium середнього розміру, із середньою довжиною голови та тіла 24 сантиметри та середньою вагою 353 грами; самці трохи більші за самиць. У них великі очі, малі закруглені вуха і хвіст приблизно такої ж довжини, як голова і тіло разом узяті. Хутро від темно-коричневого до сірого по тілу, але руде на кінцівках і морді та чорне на хвості. Самиці мають два соски на грудях і ще чотири, набагато далі на тілі, на задній частині живота. Мозок трохи менший, ніж очікувалося, порівняно з іншими африканськими вивірками подібного розміру.

## Поширення й середовище проживання
Heliosciurus rufobrachium зустрічається в Африці на південь від Сахари від Сенегалу та Гамбії на заході до Кенії на сході, але не на південь від річки Конго. Він зустрічається в місцях існування з великими деревами, на які він може лазити, у вологих первинних і вторинних лісах, плантаціях, ізольованих деревах у саванах і садах. Повідомлялося про це в мангрових болотах (Avicennia spp.) у Сьєрра-Леоне.

## Екологія
Heliosciurus rufobrachium — денна і шукає їжу у верхніх і середніх ярусах великих дерев. Дієта складається в основному з фруктів і насіння, але також деяких зелених рослин і членистоногих; багато часу витрачається на пошук їжі вздовж гілок і пошук комах і їх личинок у щілинах. У неволі ці вивірки ловили та їли птахів, яких містили в їхніх клітках, а також їли пташині яйця.
Цих вивірок зазвичай спостерігають поодинці або парами, але вони, здається, стадні, оскільки бачили, як вони доглядають одна за одною та відпочивають пліч-о-пліч. Гніздування відбувається в дуплах на стовбурах і гілках, які вистелені гілочками з зеленим листям, які все ще прикріплені. Розмноження відбувається двічі на рік, зазвичай у кожному посліді народжується двоє дитинчат.